# Reggie de Jong
Reggie de Jong (n. 7 ianuarie 1964, Hilversum, Olanda de Nord, Țările de Jos) este o înotătoare ce a reprezentat Regatul Țărilor de Jos, medaliată olimpică. A participat la o ediție a Jocurilor Olimpice (1980) în care a câștigat o medalie de bronz.

## Participări
Lista de mai jos prezintă principalele competiții la care a participat Reggie de Jong de-a lungul carierei.
- swimming at the 1980 Summer Olympics – women's 4 × 100 metre freestyle relay[*]